# T.A.T.u.
Le t.A.T.u. (in russo Тату?; IPA: [taˈtu]), a volte scritto anche Tatu, sono state un duo femminile russo formatosi a Mosca nel 1999 e composto dalle cantanti Lena Katina e Julia Volkova. Risultano finora l'esportazione musicale russa di maggior successo, con oltre quindici milioni di dischi venduti in tutto il mondo.
Dopo un iniziale successo in Est Europa con l'album d'esordio 200 po vstrečnoj (2001), ottennero notorietà internazionale nei primi anni 2000 con il singolo di debutto in inglese All the Things She Said, che arrivò in cima alle classifiche di molti Paesi. Anche l'album d'esordio internazionale 200 km/h in the Wrong Lane (2002), versione inglese del precedente disco, si rivelò un best seller sul panorama discografico globale. Complici del successo furono anche l'immagine controversa del duo e la loro presunta relazione lesbica, smentita dalle stesse cantanti nel documentario Anatomy of t.A.T.u..
Il duo si è ufficialmente sciolto nel 2011, anche se non era più attivo già dal 2009, dopo l'annuncio delle due componenti di volersi prendere una pausa per dedicarsi alle carriere soliste. Si sono poi riunite occasionalmente negli anni successivi, come alle Olimpiadi invernali di Soči 2014.

## Origini del nome
L'acronimo "t.A.T.u." in russo è un gioco di parole che significa "questa quella" (inteso come "questa ragazza, quella ragazza"): "Тату", nome del duo scritto in alfabeto cirillico, è una contrazione della frase та любит ту (traslitterato: ta ljubit tu; lett. "questa ama quella"), e quindi risulta l'unione dei pronomi femminili russi та (questa) e ту (quella).
Fino all'agosto del 2002 il duo si chiamava semplicemente Tatu (Тату in cirillico). Conseguentemente alla scoperta di un'altra band australiana omonima già esistente, per il debutto internazionale il nome fu reso graficamente come t.A.T.u., senza variazioni nella pronuncia. Talvolta, tuttavia, continuano a comparire le forme Tatu o Тату (in patria).

## Storia

### La formazione del duo e il debutto (1999-2000)
Il progetto t.A.T.u. è stato sviluppato da un ex-psicologo e operatore di marketing russo Ivan Šapovalov, divenuto produttore discografico e loro manager. Lena e Julia si conoscevano già da tre anni prima di formare il duo; entrambe cantavano in un popolare coro di musica pop russo, il Neposedy (Непоседы), dal quale pare che Julia fosse stata espulsa per comportamenti inappropriati: Julia all'inizio sosteneva di esser stata cacciata per aver molestato altre ragazze del coro; successivamente negò questa versione, affermando di esser stata punita per aver fumato, bevuto e bestemmiato. A poco tempo dall'abbandono di Julia, anche Lena lasciò il coro.
Šapovalov inizialmente scelse Lena Katina a un casting del 1999 per farle cantare una canzone sulla guerra in Jugoslavia. Più tardi, insieme al socio Aleksandr Vojtinskij, decise di formare un duo, scegliendo anche Julia Volkova. In quel periodo entrambe avevano 14 anni. La scelta di imprimere una connotazione gay al duo sarebbe stata ispirata da un sogno di Elena Kiper (ex-fidanzata di Šapovalov e responsabile del progetto) nel quale baciava un'altra donna ascoltando le parole Ja sošla s uma ("sono impazzita"). Kiper scrisse quindi una canzone dallo stesso titolo, che divenne il primo singolo del gruppo. La stessa affermò anche che l'idea per l'immagine del duo sarebbe derivata da un film svedese del 1998, Fucking Åmål - Il coraggio di amare, diretto da Lukas Moodysson.
Il videoclip di Ja sošla s uma, versione originale in russo della loro hit internazionale All the Things She Said, inizialmente non fu trasmesso né da MTV Russia (una volta trasmesso raggiunse la prima posizione), né da altri canali televisivi. Nelle scene incriminate le cantanti, vestite in uniforme scolastica, si esibiscono in un bacio saffico che provocò molto scalpore. Il brano e il video divennero un tormentone nelle radio e tv russe e il CD del singolo, uscito nel dicembre 2000, fu presentato in una conferenza stampa tenutasi nella scuola superiore di Julia, in cui le ragazze apparivano insieme al loro manager di fronte alle telecamere di MTV. Furono vendute oltre 50 000 copie in brevissimo tempo.

### 200 po vstrečnoje il successo oltreconfine (2001-2002)
Il successo di Ja sošla s uma fu seguito dal secondo singolo Nas ne dogonjat, pubblicato nella primavera del 2001, che arrivò alla numero 1 nelle classifiche musicali in Russia e successivamente, come per il singolo precedente, anche in Est Europa, diventando una hit di quell'anno. Nel frattempo, gli esiti positivi raggiunti portarono le ragazze, allora sedicenni, a firmare un contratto con la Universal Music Russia per la pubblicazione del loro primo album. Prima della firma con la Universal, la società di gestione del duo era la Neformat, fondata da Šapovalov e dal socio Boris Renskij.
200 po vstrečnoj, titolo dell'album d'esordio, fu commercializzato in Russia il 21 maggio 2001 e, mediante anche l'immagine lesbica e provocatoria del duo, ottenne un ottimo riscontro nei mercati est-europei, raggiungendo il disco di platino in Europa con oltre un milione di copie certificate dalla IFPI, risultato mai ottenuto prima da nessun artista dei Paesi dell'est. Una nuova versione del disco fu ripubblicata il 15 febbraio 2002, contenente, oltre alle tracce già note, il brano Klouny e due remix inediti. Nella sola prima settimana, la ristampa vendette oltre 60 000 copie.
Nel settembre del 2001 fu distribuito il terzo singolo 30 minut, che entrò nella fascia di rotazione più frequente nelle principali radio russe e il relativo videoclip si mantenne ai vertici delle classifiche di MTV Russia e Muz-TV per tutto l'autunno-inverno. Nello stesso mese le t.A.T.u. ricevettero a New York il loro primo premio internazionale agli MTV Video Music Awards 2001: il video di Ja sošla s uma era infatti risultato vincitore nella categoria "Miglior video russo scelto dal pubblico".
Sempre nel 2001 il duo esordì in tour. Le routine sul palco erano descritte come "precise" e caratterizzate da momenti in cui le ragazze dovevano scambiarsi baci e carezze, togliersi le uniformi da collegiali rimandendo in canottiera e slip e far baciare sul palco persone dello stesso sesso scelte tra il pubblico. Oltre alla Russia, il 200 po vstrečnoj Tour apparve, con più di 150 concerti, in numerosi Paesi est-europei, terminando l'anno successivo.

### 200 km/h in the Wrong Lanee il successo mondiale (2002-2003)
Nei primi mesi del 2002, le t.A.T.u. firmarono un contratto con la Interscope Records e iniziarono le registrazioni di 200 km/h in the Wrong Lane, una versione in lingua inglese (co-prodotta da Trevor Horn) del loro disco di debutto. L'album, uscito il 7 ottobre 2002 in Europa e il 10 dicembre 2002 negli Stati Uniti e in Canada, fu un successo, con più di cinque milioni di copie vendute nel mondo. Le vendite furono spinte soprattutto dal primo estratto All the Things She Said, che dopo la sua pubblicazione a fine estate 2002 raggiunse la prima posizione in oltre venti Paesi, figurando tra i singoli più venduti tra il 2002 e il 2003 a livello globale.

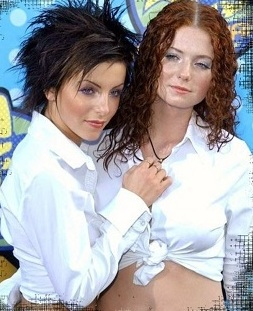
Le t.A.T.u. agli MTV Movie Awards 2003

Per la promozione del singolo e dell'album, a partire dall'autunno 2002 le due ragazze cominciarono un tour promozionale che le portò in giro per tutta l'Europa, il Regno Unito e il Nord America, dove apparvero in molteplici trasmissioni e programmi musicali, esibendosi anche nell'edizione 2002 degli MTV Europe Music Awards. Tuttavia, molte loro esibizioni live venivano registrate e poi censurate da alcuni canali televisivi, dato che solitamente le cantanti non risparmiavano baci ed effusioni.
Il secondo singolo Not Gonna Get Us, pubblicato tra la fine del 2002 e l'inizio del 2003, rientrò nella top-ten in molti mercati e raggiunse il vertice della classifica dance statunitense. Fu famosa l'esecuzione del brano agli MTV Movie Awards 2003, con il duo attorniato da centinaia di ballerine vestite da collegiali. Altri due singoli furono estratti dall'album: 30 Minutes, pubblicato promozionalmente solo in alcune nazioni d'Europa, e How Soon Is Now?, una cover dell'omonima canzone degli Smiths che fu molto apprezzata dai creatori originali del brano. La traccia Show Me Love fu invece lanciata come singolo promozionale soltanto in Polonia.
Le t.A.T.u. rappresentarono la Russia all'edizione 2003 dell'Eurovision Song Contest con il brano Ne ver', ne bojsja. Il gruppo si classificò terzo, nonostante fosse dato per favorito. Seguirono alcune polemiche sul computo dei voti provenienti dall'Irlanda con i quali le t.A.T.u. si sarebbero classificate al primo posto.
Sempre in quell'anno le cantanti partirono con lo Show Me Love Tour, la seconda tournée di concerti in supporto al disco internazionale. Sull'onda del successo dell'album, nell'autunno del 2003 la casa discografica pubblicò Remixes, una compilation di remix dell'album con l'aggiunta dei due singoli Ne ver', ne bojsja e Prostye dviženija (brano "scandalo" uscito in Russia nell'estate 2002) e il DVD Screaming for More.
Nel dicembre 2003, Anatomy of t.A.T.u., un documentario realizzato dal regista Vitalij Manskij, fu trasmesso sul canale televisivo russo STS. Davanti alle telecamere le ragazze dichiararono apertamente di non essere amanti, e che l'immagine lesbica era solo una scelta di marketing imposta dal loro manager. Tuttavia, Julia ammise di essersi davvero interessata a un'altra ragazza durante l'esperienza nelle t.A.T.u., nonostante l'attrazione fisica non andasse al di là dei baci.

### Dangerous and Moving,Ljudi invalidye la raccoltaThe Best(2004-2006)
Nella primavera del 2004 le t.A.T.u. abbandonarono il manager Ivan Šapovalov durante le registrazioni del secondo album, convinte che la qualità del materiale fosse troppo bassa e attribuendogli la colpa della crisi che il duo stava affrontando dopo le ultime rivelazioni. 
Le ragazze avevano un contratto con la Universal Music Russia, ma il loro nuovo manager Boris Renskij (ex-partner commerciale di Šapovalov) negoziò un nuovo contratto con la Universal Music International, che impegnerà il duo nella registrazione di quattro nuovi CD. Nel frattempo, nel maggio del 2004, Julia annunciò di essere incinta e le t.A.T.u. presero una pausa dovuta alla gravidanza della ragazza.

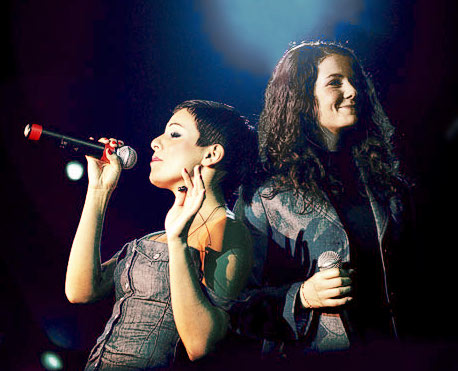
Le t.A.T.u. in concerto nel 2005

Il duo ritornò sulle scene musicali l'anno successivo con due nuovi album di inediti: per il mercato internazionale Dangerous and Moving, pubblicato il 10 ottobre 2005 in tutto il mondo, che non riuscì a replicare il successo del precedente lavoro in studio in inglese, e Ljudi invalidy per il mercato russo, uscito il 21 ottobre 2005 e certificato disco di platino in Russia.
Il primo singolo tratto da Dangerous and Moving fu All About Us, scritto da Billy Steinberg, una delle firme responsabili delle maggiori hit degli anni ottanta, inclusi i brani Like a Virgin di Madonna ed Eternal Flame delle Bangles. Il video per questo singolo fu girato dal regista di Hollywood James Cox ed è connotato dal parziale abbandono dell'immagine lesbica a favore di quella della donna sexy e indipendente. 
A questo singolo seguirono, con minor successo, Friend or Foe e Gomenasai, mentre per la versione russa dell'album fu estratto il singolo omonimo Ljudi invalidy, anch'esso accolto tiepidamente.
Per la promozione di entrambi gli album, cominciò nel tardo 2005 il Dangerous and Moving Tour, la terza tournée delle t.A.T.u. che impegnò il duo in numerosi concerti in giro per il mondo fino al suo termine alla fine del 2006. Del tour fu nota la data del 28 aprile a San Pietroburgo, per la quale fu anche registrato un DVD del concerto, Truth: Live in St. Petersburg, esclusivamente per il mercato giapponese.
Sul terminare dell'estate 2006 le t.A.T.u. lasciarono la Universal/Interscope e proseguirono con l'etichetta indipendente T.A. Music. Le canzoni di maggior successo del duo furono incluse nella raccolta The Best, ultimo lavoro pubblicato sotto la ex etichetta. Unico singolo estratto fu Loves Me Not, per il quale venne scelto il live del brano nel 2005 al "Glam As You" di Parigi come video musicale, che fu tuttavia trasmesso solo in pochi Paesi europei.

### Il primo film eVesëlye ulybki(2007-2008)
Nel 2007 iniziò la produzione del film You and I e del nuovo album in russo Vesëlye ulybki (Happy Smiles), il cui titolo era in principio Upravlenie otbrosami, prima di essere cambiato un mese prima della sua pubblicazione. Dopo l'ultimazione di tutte le tracce inedite, la data di distribuzione dell'album fu continuamente posticipata fino al 21 ottobre 2008 per ragioni sconosciute. Fu il primo album del duo a essere pubblicato attraverso la sua etichetta indipendente.

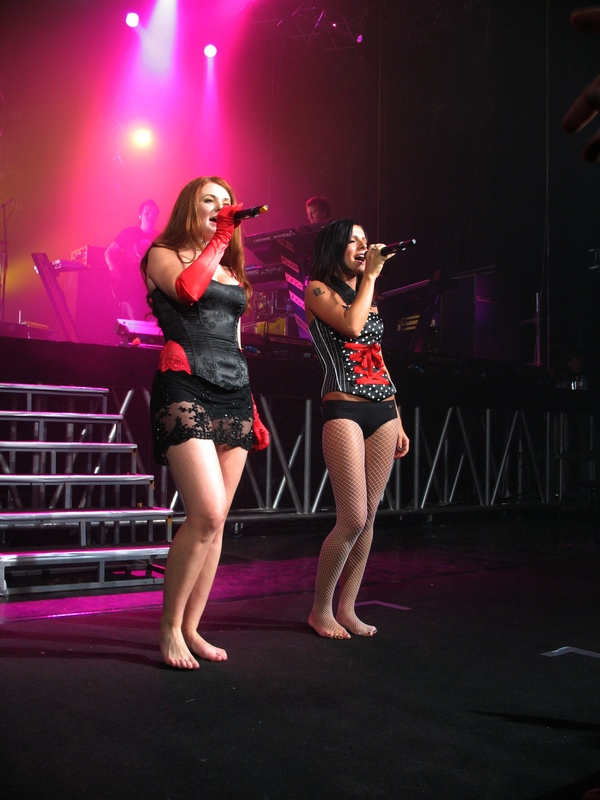
Le t.A.T.u. in concerto nel 2008

Il primo estratto fu Belyj plaščik, che anticipò l'uscita del terzo album in russo. Il video della canzone, non privo della componente scandalosa caratteristica del duo, fu trasmesso per la prima volta a fine novembre 2007, riscuotendo un buon successo in Internet e arrivando secondo nella classifica Video of the Year 2007 di MTV Russia. Il singolo in formato fisico fu invece commercializzato nel maggio 2008 con al suo interno anche la versione inglese del brano e la traccia 220. Quest'ultima fu scelta come secondo singolo dell'album e il relativo videoclip, pubblicato nel giugno 2008, fu proclamato Video of the Year 2008 da MTV Russia.
Dopo la seconda gravidanza di Julia, il duo cominciò a promuovere l'uscita del nuovo album in diverse manifestazioni e con alcuni concerti in Russia e all'estero: le ragazze si esibirono anche in Italia, in Francia, negli Emirati Arabi e negli Stati Uniti, dove cantarono alcune nuove canzoni dell'opera al tempo ancora inedita. Nel settembre 2008 fu poi trasmesso nelle radio russe il terzo singolo promozionale dell'album, You and I, successivamente in rotazione anche in Ucraina, per il quale non fu girato alcun video musicale.
Sempre nel 2008 le t.A.T.u. apparvero al 61º festival del cinema di Cannes, a maggio, per presentare insieme all'attrice Mischa Barton il film You and I – ispirato al libro t.A.T.u. Come Back del deputato russo Alexej Mitrofanov – del regista Roland Joffé, autore di importanti film come La lettera scarlatta, Mission e Captivity. L'uscita del film, in cui le due ragazze recitano interpretando loro stesse, era prevista per quell'anno; tuttavia, dopo diversi rimandi, la pellicola uscirà ufficialmente nelle sale cinematografiche soltanto a inizio 2011.

### La pausa,Waste Managemente lo scioglimento (2009-2011)
A marzo 2009, sul sito ufficiale fu dichiarato che le t.A.T.u. sarebbero entrate in pausa indeterminata: nel messaggio ai fan Julia e Lena annunciarono l'intenzione, maturata dopo una lunga riflessione, di intraprendere carriere soliste e di interrompere il duo come progetto "full-time", lasciando dunque intendere che si convertirà in un progetto "part-time" con sporadiche riunioni in futuro.
Nonostante la pausa, le pubblicazioni ufficiali del duo continuarono e nell'aprile 2009 fu trasmesso per la prima volta il video di Snegopady, quarto singolo di Vesëlye ulybki, le cui riprese erano avvenute l'estate precedente.
Il mese successivo le t.A.T.u. si esibirono come ospiti all'Eurovision Song Contest 2009: il 10 maggio riproposero la canzone Ne ver', ne bojsja, con cui avevano gareggiato nell'edizione del 2003, mentre il 12 maggio cantarono Not Gonna Get Us accompagnate dalle voci del Coro dell'Armata Rossa.
Pur essendo in stato di inattività, mancava ancora la pubblicazione dell'album internazionale Waste Management, le cui registrazioni erano partite parallelamente a quelle della versione russa del disco. Teoricamente l'album era atteso per il 2008, ma uscì soltanto dopo la decisione del duo di prendere una pausa. I primi due estratti, Snowfalls e White Robe, precederono l'uscita dell'album e furono trasmessi soprattutto nei canali musicali in America Latina. Waste Management fu invece pubblicato il 15 dicembre 2009 per il mercato digitale e in formato fisico soltanto in Sud America e in Russia, senza alcuna promozione. Il video in inglese del terzo e ultimo estratto, Sparks, uscì nell'aprile 2010. Malgrado l'assenza di pubblicità, i tre singoli raggiunsero anche il primo posto in alcune classifiche sudamericane.
Intanto, la pausa dal progetto consentì alle cantanti di occuparsi delle proprie carriere soliste: tra il 2009 e il 2010 avviarono le registrazioni del rispettivo materiale solista a Los Angeles e cominciarono a esibirsi separatamente come artiste singole, lanciando anche un relativo sito Internet.
Il 4 aprile 2011, dopo la pausa durata due anni, fu annunciato da Billboard lo scioglimento ufficiale del duo e l'inizio della carriera solista delle artiste. Una doppia compilation di remix dell'ultimo album, Waste Management Remixes, fu pubblicata in formato digitale come ultimo lavoro discografico del gruppo.
Nel video del primo singolo di Lena Katina dopo lo scioglimento del duo, Never Forget, pubblicato ad agosto 2011, è rappresentato oniricamente il funerale di Julia e di Lena. Sulle lapidi affiancate sono riportati i nomi delle due ragazze, l'anno di nascita e il 2011 come simbolico anno di morte (delle t.A.T.u.).

### Le riunioni occasionali e la fine dei rapporti (2012-2014)
Nel novembre 2012 la Cherrytree e la Universal Russia pubblicarono una speciale riedizione del disco d'esordio internazionale, 200 km/h in the Wrong Lane 10th Anniversary Edition, con all'interno la traccia inedita A Simple Motion, registrata nel 2002. In supporto alla ristampa decennale dell'album, l'11 dicembre 2012 le t.A.T.u. si riunirono per una performance a The Voice of Romania, dove cantarono le hit All the Things She Said e All About Us. Fu la prima esibizione del duo a distanza di oltre tre anni dall'ultima insieme sul palco. Apparvero poi anche in diversi eventi radiofonici e televisivi.
Sulla scia della prima reunion in Romania, nell'arco del 2013 il duo cominciò lentamente a riprendere le attività insieme; i progetti in comune riguardarono, tuttavia, soltanto alcuni concerti e qualche apparizione televisiva, oltre allo spot pubblicitario giapponese per le barrette Snickers, che ripropose le t.A.T.u. abbigliate da collegiali come agli esordi.
Il 7 febbraio 2014 le t.A.T.u. si esibirono durante la cerimonia d'apertura delle Olimpiadi Invernali di Soči. 
Poco dopo l'evento, il duo annunciò la pubblicazione di un nuovo singolo, Ljubov' v každom mgnovenii, in collaborazione con il rapper Ligalize e con il musicista canadese Mike Tompkins, che fu presentato all'evento annuale russo Big Love Show il 14 febbraio 2014. 
Ciononostante, dopo solo quattro giorni dalla presentazione del brano, una lite personale tra le due ragazze portò Lena Katina a pubblicare un video su YouTube nel quale affermava che, in seguito alle divergenze con la ex collega, non sarebbero stati possibili ulteriori progetti futuri tra le due cantanti.
Il singolo, uscito il 7 aprile 2014 senza menzionare le t.A.T.u. tra gli interpreti (risultando una semplice collaborazione tra le due artiste soliste), fu pubblicato senza promozione e accompagnò l'uscita del cortometraggio Together Apart, esibito fuori competizione al Festival di Cannes 2014, dove le cantanti parteciparono separatamente con l'intenzione di non incontrarsi. Anche il videoclip fu registrato dalle due ragazze in momenti separati, servendosi di una controfigura di Lena per le scene che riprendevano il duo insieme. Fu, comunque, il terzo più visto su YouTube Russia nel 2014.
Malgrado la burrascosa separazione e le parole al veleno che l'accompagnarono, il 19 maggio 2016 le ragazze cantarono inaspettatamente insieme durante il concerto dedicato al venticinquennale del Neposedy. L'esibizione destò però numerose critiche da parte dei fan poiché le cantanti, apparse come due estranee e a doverosa distanza l'una dall'altra sul palcoscenico, si ignorarono completamente.

### La riconciliazione (2022-presente)

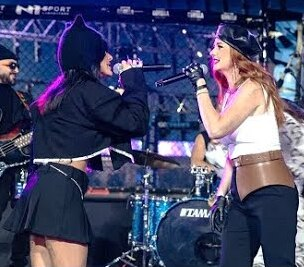
Le t.A.T.u. riunite a Minsk nel 2022

Nel giugno 2021, in uno speciale dedicato al duo a cura della giornalista Ksenija Sobčak, le due ragazze, intervistate separatamente, hanno confermato di non essere più in contatto da molti anni. Tuttavia, nell'ottobre seguente, entrambe hanno annunciato su Instagram il ritorno del duo per un concerto nella primavera del 2022, che si è poi concretizzato il 3 settembre successivo a Minsk, dove il duo si è esibito per la prima volta insieme dopo molto tempo. In seguito all'evento, le cantanti hanno diffuso sui social alcuni retroscena del concerto in cui appaiono nuovamente in buoni rapporti.
Il 7 maggio 2023 il duo si è ancora una volta riunito per un'esibizione allo stadio San Pietroburgo.
Una successiva riunione del duo è avvenuta nell'estate del 2025, dopo che la notizia di un concerto in Crimea era stata confermata dalle due cantanti nel maggio dello stesso anno.

## Stile musicale
Spesso considerate un duo europop "urlante", per via delle note molto acute presenti nel loro repertorio, le due componenti della band hanno mantenuto uno stile musicale ben riconoscibile nel tempo. Il loro genere include elementi di pop rock, pop e dance con influenze della rivoluzione techno di fine anni novanta. Negli ultimi anni di attività, il duo è entrato maggiormente in contatto con l'elettronica, nonostante abbia conservato il distinguibile sound tipico. Tra le principali ispirazioni musicali, le t.A.T.u. hanno citato i Pink Floyd.

## Controversie

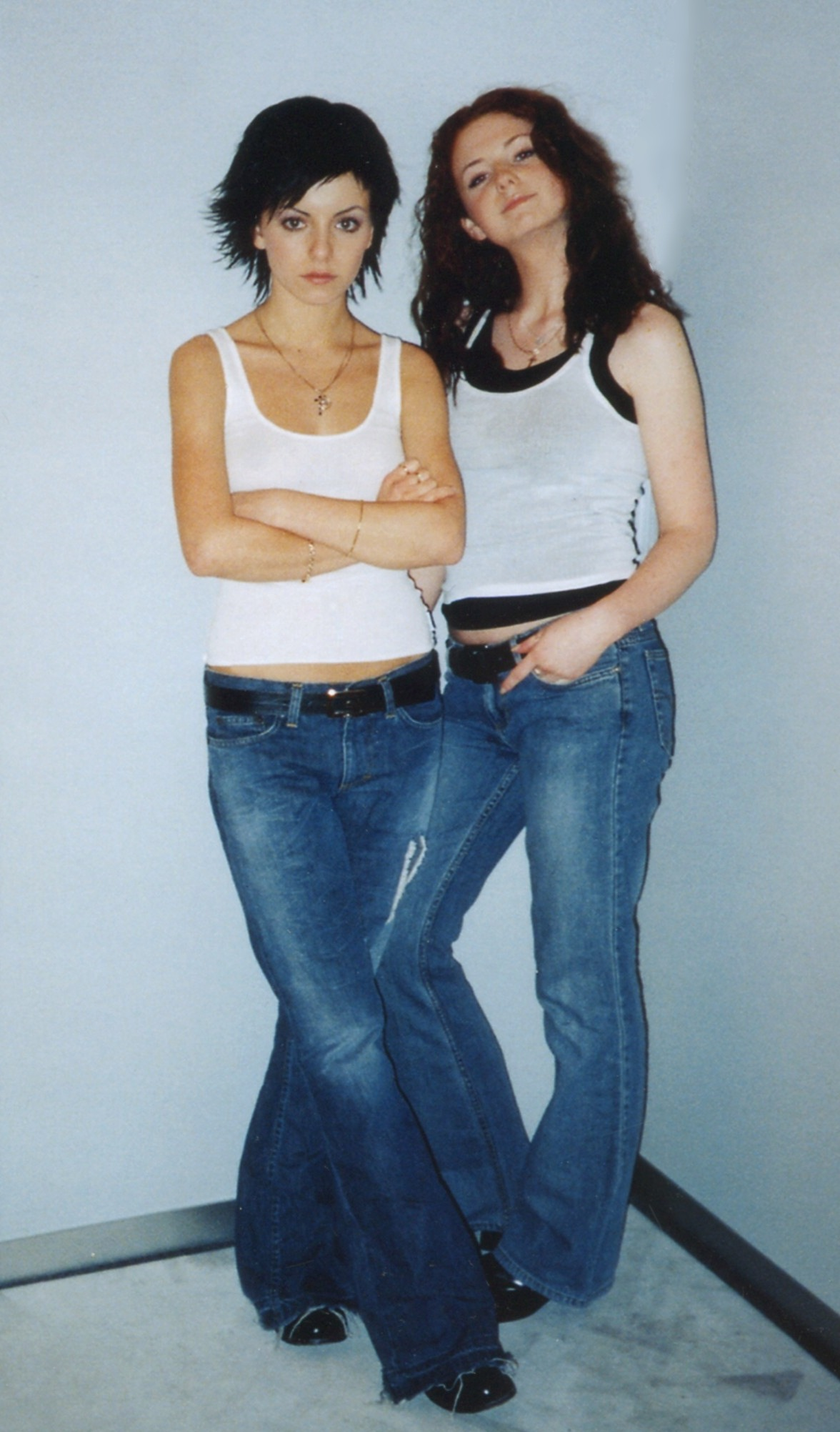
Le t.A.T.u. nel 2003

Il duo era noto per un atteggiamento insolente e irriverente nei confronti della stampa russa e internazionale. Numerose esibizioni dal vivo furono oggetto di censura, in particolare a causa dei baci che le due componenti si scambiavano sul palco. I testi delle loro canzoni e i relativi videoclip suggerivano, infatti, un legame sentimentale e omosessuale tra le due artiste. In diverse occasioni, durante le interviste, dichiaravano che la relazione fosse reale, offrendo dettagli sulla loro vita sessuale ma, più frequentemente, le cantanti preferivano sviare le domande sui loro gusti sessuali, affermando di non amare le etichette.
Anche molti dei loro video vennero censurati, come quello per la canzone Prostye dviženija, realizzato mischiando immagini ambigue con una lunga scena nella quale Volkova si masturba in un bagno, lasciando intuire dal video cosa pensa mentre lo fa. 
Le t.A.T.u. girarono anche altri video controversi e con forte ricorrenza al tema saffico o al sesso in generale, puntualmente censurati dai canali televisivi, nonostante il duo li mettesse a disposizione dei fan sul proprio sito.
Sempre un bacio tra le ragazze provocò diverse proteste durante la loro prima esibizione in Italia, al Festivalbar 2002: molte associazioni chiesero infatti di non mandare in onda la puntata in questione. Analoga situazione si presentò dopo l'annuncio della loro apparizione al Festival di Sanremo 2003, che sollevò polemiche circa gli atteggiamenti che il duo avrebbe potuto assumere sul palco, causando in questo caso la cancellazione dell'ospitata.
Simili discussioni emersero durante la loro partecipazione in rappresentanza della Russia all'Eurovision Song Contest 2003: l'Unione europea di radiodiffusione aveva previsto di avere un'esibizione pre-registrata delle ragazze da sostituire a quella in diretta nel caso in cui il duo si fosse esibito sul palco in atteggiamenti omosessuali, ritenuti inappropriati per uno show di intrattenimento per famiglie. Tuttavia, la stessa organizzazione dichiarò successivamente che la performance sarebbe stata trasmessa in diretta senza alcuna interruzione.
Diversi giornalisti e critici musicali ritennero il progetto una trovata di cattivo gusto e ne definirono la musica con l'appellativo di "pop pedofilo". A tal proposito, a essere al centro di polemiche fu anche il loro ex produttore Ivan Šapovalov. Quest'ultimo ammise in numerose interviste di essersi avvicinato all'immagine del duo visitando siti web pornografici, e altri siti relativi alla pedofilia, spiegando di aver notato che la categoria porno più gettonata sul web fosse quella del sesso con minorenni. Di conseguenza decise di soddisfare le esigenze del pubblico con un gruppo controverso composto da ragazze minorenni, non facendo troppo mistero delle sue altrettante preferenze sessuali verso le ragazze più giovani.
Altre polemiche sorsero poco prima delle registrazioni del secondo album Dangerous and Moving, quando fu annunciata la gravidanza di Julia Volkova. Ciò portò la critica ad accusare le due ragazze di essere "false" per aver dato l'impressione di essere lesbiche, nonostante Julia e Lena avessero già dichiarato in passato di non avere una relazione sentimentale. Lena ribadì inoltre in un'intervista nel 2005: "Non abbiamo mai detto di essere lesbiche, le persone ci hanno etichettate in questo modo e adesso tutti pensano che abbiamo mentito. Ci amiamo semplicemente a vicenda".
Nel 2014 la scelta di invitare le t.A.T.u. a esibirsi alle Olimpiadi invernali di Soči sollevò svariate critiche a seguito della legge anti-gay approvata in territorio russo nel 2013, che non collimava con l'immagine queer del duo.

## Eredità artistica e popolarità

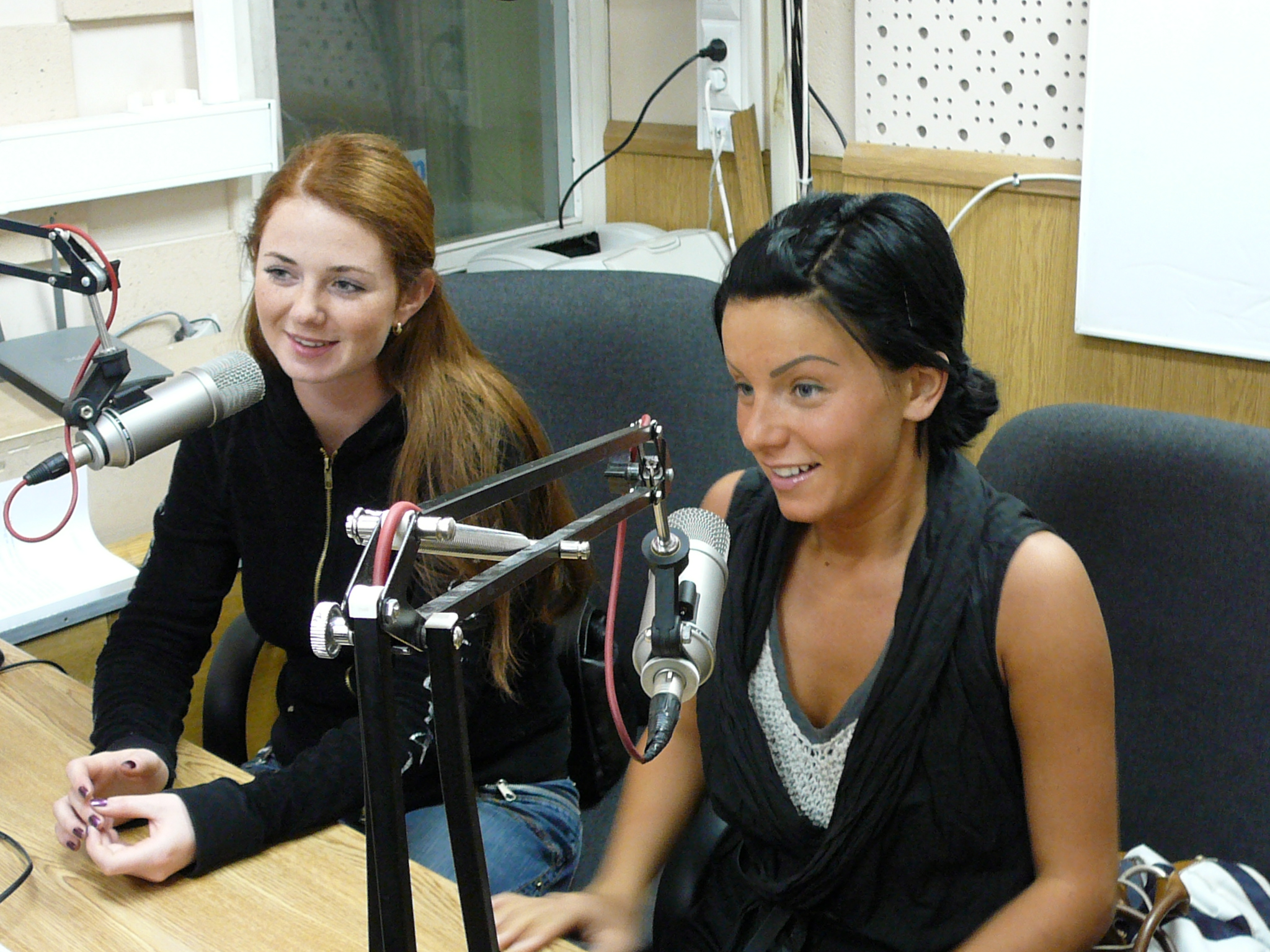
Le t.A.T.u. nel 2008

Le cantanti rappresentano le uniche artiste russe ad aver raggiunto la posizione numero 1 nella classifica britannica dei singoli (dove sono rimaste in cima per quattro settimane consecutive), e a essersi classificate nella top-20 della Billboard Hot 100 statunitense.
Il loro album d'esordio 200 po vstrečnoj, pubblicato nel 2001, è il primo album russo a ricevere una certificazione di platino a livello internazionale. Con la pubblicazione nel 2002 della versione inglese del disco, 200 km/h in the Wrong Lane, le t.A.T.u. diventano le prime e uniche cantanti a ricevere l'IFPI Platinum Europe Award per lo stesso album in due lingue diverse.
Nel 2003, al picco della loro popolarità, le t.A.T.u. hanno anche stabilito un record assoluto di vendite in Giappone con 1,8 milioni di copie vendute per l'album d'esordio internazionale, battendo i precedenti record di vendita dei Beatles, Michael Jackson e Madonna. Sono inoltre state le prime cantanti straniere a debuttare alla numero 1 nella classifica giapponese degli album.
Nel 2008 il duo è stato proclamato "Leggenda di MTV" agli MTV Russia Music Awards per aver contribuito allo sviluppo della cultura musicale contemporanea in Russia. Qualche anno dopo, Lena Katina parlò così del duo sul periodico Billboard: «La gente ci ricorderà per le nostre canzoni, per il nostro spirito libero e per non esserci fatte intimorire da niente. [...] Oltre all'immagine provocante di due ragazze che si baciavano c'era la buona musica».
Nel 2016 le t.A.T.u. sono diventate le prime artiste russe a ottenere una certificazione Vevo per il video di All the Things She Said.

## Formazione
- Lena Katina – voce (1999–2011)
- Julia Volkova – voce (1999–2011)

Membri della band
- Troy MacCubbin – chitarra (2002–2010)
- Sven Martin – tastiera, programmazione (2002–2011)
- Domen Vajevec – basso (2006–2011)
- Roman Ratej – batteria (2002–2006)
- Steve Wilson – batteria (2006–2011)

## Discografia

### Album in studio
- 2001 – 200 po vstrečnoj
- 2002 – 200 km/h in the Wrong Lane
- 2005 – Dangerous and Moving
- 2005 – Ljudi invalidy
- 2008 – Vesëlye ulybki
- 2009 – Waste Management

### Album di remix
- 2003 – Remixes
- 2011 – Waste Management Remixes

### Raccolte
- 2006 – The Best

## Tournée
- 2001/02 – 200 po vstrečnoj Tour
- 2003 – Show Me Love Tour
- 2005/06 – Dangerous and Moving Tour

## Filmografia
Cinema
- You and I, regia di Roland Joffé (2011)
- Together Apart (Близко, но далеко), regia di Mark Nunneley – cortometraggio (2014)

Televisione e web
- Anatomy of t.A.T.u. (Анатомия Тату), regia di Vitalij Manskij – documentario (2003)
- t.A.T.u. v Podnebesnoj (Тату в Поднебесной) – docu-serie TV (2004)
- t.A.T.u. Expedition – docu-serie TV (2006)
- t.A.T.u. Life (t.A.T.u. Лайф) – docu-serie web (2008-2009)

## Riconoscimenti
- Bed of the Year Awards
  - 2001 – Sex Dissident[104]

- BMI London Awards
  - 2004 – BMI Pop Award (BMI Honors) per All the Things She Said[105]
  - 2004 – College Song of the Year (BMI Honors) per All the Things She Said[105]

- Comet Awards
  - 2003 – Miglior gruppo esordiente internazionale[106]
  - 2008 – Premio speciale[107]

- Eska Music Awards
  - 2003 – Evento dell'anno

- GQ Awards
  - 2006 – Donne dell'anno[108]

- Hit FM
  - 2001 – Stopudovyj hit per Ja sošla s uma[109]
  - 2002 – Stopudovyj hit per Nas ne dogonjat
  - 2003 – Stopudovyj hit per Ne ver', ne bojsja

- IFPI Hong Kong Top Sales Music Awards
  - 2003 – Ten Best Selling Foreign Albums per 200 km/h in the Wrong Lane[110]

- Japan Gold Disc Awards
  - 2004 – Miglior nuovo artista internazionale[111]
  - 2004 – Miglior album internazionale per 200 km/h in the Wrong Lane[112]

- Love Radio Awards
  - 2009 – candidatura al Gruppo dell'anno[113]

- Lunas del Auditorio Awards
  - 2007 – candidatura al Miglior artista pop in lingua straniera[114]

- MTV Asia Awards
  - 2004 – candidatura al Miglior atto pop[115]
  - 2004 – Miglior artista di svolta[116]

- MTV Europe Music Awards
  - 2001 – candidatura al Miglior artista russo[117]
  - 2002 – candidatura al Miglior artista russo[118]
  - 2003 – candidatura al Miglior artista russo[119]
  - 2006 – candidatura al Miglior artista russo[120]

- MTV Russia Music Awards
  - 2006 – Miglior video per All About Us[121]
  - 2006 – candidatura al Miglior artista[121]
  - 2006 – candidatura al Miglior gruppo[122]
  - 2006 – candidatura al Miglior progetto pop[121]
  - 2006 – candidatura alla Miglior canzone per All About Us[121]
  - 2008 – Leggenda di MTV[123]

- MTV Video Music Awards
  - 2001 – Miglior video russo scelto dal pubblico per Ja sošla s uma[22]

- MTV Video Music Awards Brazil
  - 2003 – candidatura al Miglior video internazionale per All the Things She Said[124]

- MTV Video Music Awards Japan
  - 2003 – candidatura al Miglior video di artista emergente per All the Things She Said[125]

- MTV Video Music Awards Latin America
  - 2003 – candidatura al Miglior artista internazionale[126]

- NRJ Radio Awards
  - 2003 – Miglior nuovo artista internazionale[127]
  - 2006 – Miglior gruppo internazionale[128]
  - 2006 – Miglior gruppo pop[128]

- Polish Internet Music Awards
  - 2003 – Miglior gruppo internazionale[129]
  - 2003 – Miglior album internazionale per 200 km/h in the Wrong Lane[129]

- Popov Radio Awards
  - 2007 – Miglior contributo radio[130]
  - 2007 – Premio speciale per aver diffuso la musica russa nel mondo[130]

- Premija Dviženie
  - 2003 – Gruppo più popolare[131]

- Premija Muz-TV
  - 2003 – Miglior video per Prostye dviženija[132]
  - 2003 – candidatura al Miglior album per 200 km/h in the Wrong Lane[132]
  - 2003 – candidatura al Miglior gruppo pop[132]
  - 2006 – Miglior gruppo[133]
  - 2006 – Miglior canzone per All About Us[133]
  - 2006 – Miglior video per All About Us[133]
  - 2006 – candidatura al Miglior album per Ljudi invalidy[133]

- Premija Ovacija
  - 2002 – Miglior canzone dell'anno per Nas ne dogonjat[134]

- Premija Rekord"
  - 2002 – Album nazionale dell'anno per 200 po vstrečnoj[135]
  - 2002 – candidatura al Singolo dell'anno per Ja sošla s uma[136]

- Premija RU.TV
  - 2014 – candidatura al Ritorno dell'anno per Ljubov' v každom mgnovenii[137]

- Russian National Dance Music Awards
  - 2003 – Miglior gruppo dance nazionale

- Sound Tape Awards
  - 2006 – Miglior gruppo internazionale (premio speciale)

- TRL Awards
  - 2006 – Miglior gruppo musicale[138]

- World Music Awards
  - 2003 – Miglior duo[139]
  - 2003 – Miglior gruppo pop[139]
  - 2003 – Miglior gruppo dance[139]

- ZD Awards
  - 2006 – Premio speciale come contributo allo showbusiness russo[140]
  - 2006 – candidatura al Miglior gruppo pop[141]
  - 2006 – candidatura al Migliore atto dance[141]
  - 2006 – candidatura all'Evento dell'anno (ritorno delle t.A.T.u.)[141]
  - 2006 – candidatura al Miglior album per Ljudi invalidy[141]
  - 2006 – candidatura al Miglior video per All About Us[141]
  - 2007 – candidatura al Miglior gruppo[142]

- Zolotoj grammofon
  - 2001 – Grammofono d'oro per Nas ne dogonjat[143]

- Žebřík Music Awards
  - 2002 – candidatura al Best International Průser[144]
  - 2005 – candidatura al Best International Průser[145]